# Nankin (stacja kolejowa)
Nankin (chiń. 南京站; pinyin Nánjīng Zhàn) – stacja kolejowa w Nankinie, w prowincji Jiangsu, w Chinach. Znajdują się tu 4 perony.